# Giuliana Sgrena
Giuliana Sgrena (Masera, 20 dicembre 1948) è una giornalista e scrittrice italiana.
È nota anche per il sequestro, che subì in Iraq nel 2005 da parte di un gruppo armato iracheno e per il fuoco amico statunitense, che colpì l'auto sulla quale viaggiava dopo la liberazione e che uccise il funzionario di polizia che la scortava, Nicola Calipari.

## Biografia
Nata a Masera, in Piemonte, nel 1948, dal 1988 scrive per il quotidiano il manifesto, dal 1997 per il mensile Modus vivendi, e per il settimanale tedesco Die Zeit. Nella sua carriera di cronista, Sgrena ha avuto modo di realizzare numerosi resoconti da zone di guerra, tra cui Algeria, Somalia ed Afghanistan. Si è occupata particolarmente della condizione della donna nell'Islam, tema sul quale ha scritto un libro.

### Il sequestro in Iraq
Venne rapita il 4 febbraio 2005 mentre si trovava a Baghdad, in Iraq, per realizzare una serie di reportage per il suo giornale. La sua liberazione era stata invocata in più appelli video trasmessi dal Capo dello Stato Carlo Azeglio Ciampi che le aveva conferito nel 2003 il titolo di Cavaliere dell'Ordine al Merito della Repubblica Italiana per la sua attività di giornalista e scrittrice.
È stata liberata dai servizi segreti italiani il 4 marzo, in circostanze drammatiche che hanno portato al ferimento e all'uccisione, ad opera di soldati statunitensi, di Nicola Calipari, dirigente dei servizi di sicurezza italiani (SISMI), che dopo una lunga ed efficace trattativa la stavano portando in salvo. Secondo varie fonti, la liberazione è avvenuta a fronte del pagamento di un riscatto di oltre 5.000.000 €.
Secondo quanto riportato dai media radio-televisivi e della carta stampata, nonché da numerose fonti di informazione online, il suo rapimento a opera di un commando armato - in pieno giorno, il 4 febbraio - è avvenuto mentre si trovava a bordo di un'auto nella zona universitaria di Baghdad per recarsi nella vicina Moschea di al-Mustafa ad effettuare alcune interviste ai profughi di Falluja. Nel medesimo quartiere erano stati rapiti il 5 gennaio precedente la giornalista francese di Libération Florence Aubenas e il suo autista.

#### La prigionia
Dalla rivendicazione del sequestro via web da parte degli esecutori fino alla sua drammatica liberazione è stato tutto un succedersi di eventi: dapprima l'ultimatum di settantadue ore indirizzato al governo italiano affinché venissero ritirate le truppe dall'Iraq; quindi, la sera del 7 febbraio l'annuncio - sempre via internet e sempre da parte dell'organizzazione terroristica - di una prossima liberazione della cronista, annuncio poi rivelatosi infondato.
È in questa circostanza che il gruppo terroristico che fa capo ad Abu Musab al-Zarqawi smentisce ogni coinvolgimento nel fatto; una pressione per la liberazione di Sgrena viene anche dal Consiglio degli Ulema sunniti.
Appelli vengono diffusi attraverso le emittenti satellitari arabe Al-Jazeera e Al-Arabiya da parte dei colleghi de il manifesto, di esponenti della Lega Araba e anche del governo francese. Contestualmente, a poco più di una settimana dal rapimento, inizia un incessante susseguirsi di messaggi tesi a infondere ottimismo circa le sorti della cronista, tutti peraltro giudicati privi di fondamento dal Ministero degli Affari Esteri italiano.
Tre giorni dopo i rapitori reiterano il loro ultimatum al governo italiano intimando di ritirare entro quarantott'ore le truppe dall'Iraq.
Il 16 febbraio Giuliana Sgrena appare - su uno scarno fondale con la sola scritta Mujahiddin senza confini - in un video fatto pervenire alla redazione della Associated Press di Baghdad. In un drammatico messaggio invoca il ritiro del contingente italiano e ammonisce affinché nessuno - neppure della stampa - si rechi in Iraq; chiede inoltre al suo compagno Pierluigi Scolari di mostrare le foto scattate ai bambini colpiti dalle bombe a grappolo sganciate dalle forze statunitensi.
Il 19 dello stesso mese si svolge a Roma una manifestazione cui partecipano cinquecentomila persone, presenti i leader dell'opposizione di centro sinistra mentre sono assenti esponenti del governo. Al-Jazeera e Al-Arabiya trasmettono - in lingua araba - il video che raccoglie le foto di Giuliana Sgrena scattate ai bambini iracheni colpiti dalle bombe a grappolo statunitensi.
Due giorni dopo gli inviati stampa italiani lasciano la capitale irachena - ritenuta ormai zona ad alto rischio - su sollecitazione dei servizi segreti.
Il 24 febbraio riaffiora - ad opera di una televisione satellitare irachena, Al-Sharqia - la voce di una prossima liberazione di Sgrena.

#### La liberazione
Dopo una settimana in cui ottimismo e scoraggiamento si alternano senza soluzione di continuità, il 4 marzo Giuliana Sgrena viene liberata grazie alla mediazione dei servizi segreti militari italiani.
Durante il trasferimento all'aeroporto di Baghdad, mentre sulla capitale irachena imperversa un violento temporale e dopo aver attraversato parecchi check-point, l'auto sulla quale viaggia la giornalista de Il manifesto viene illuminata da un potente faro ed immediatamente investita da una pioggia di colpi (prime voci riportano 300-400 colpi) sparati da parte dei soldati statunitensi.
Uno dei funzionari del SISMI a bordo dell'auto, Nicola Calipari, rimane ucciso sul colpo, raggiunto da un proiettile alla testa nel tentativo di proteggere la giornalista (secondo la ricostruzione della stessa), che, insieme a un altro agente che guidava l'auto, rimane ferita ad una spalla. Le prime notizie giunte ai giornali parlano di altri due agenti feriti a bordo dell'auto (tra cui uno in maniera grave).

### Giorni successivi
Nei giorni successivi, però, viene smentita la presenza di un quarto uomo ferito gravemente: sull'auto, Sgrena e Calipari viaggiavano accompagnati solo dall'autista, il maggiore dei Carabinieri Andrea Carpani, anch'egli funzionario del SISMI.
La ricostruzione statunitense sostiene che l'auto non si era fermata al posto di blocco procedendo ad alta velocità. Quella italiana la nega pressoché in toto, corroborata da fonti del governo italiano e dei servizi segreti e dalla stessa Sgrena, la quale aggiunge che non si trattava di un posto di blocco.

## Impegno politico
È stata candidata per le elezioni europee del 2009 con Sinistra e Libertà, ma non eletta, e nel Congresso fondativo del partito a dicembre dello stesso anno è stata inserita nel coordinamento nazionale del nascente Sinistra Ecologia Libertà, di cui negli anni seguenti fa parte dell'Assemblea nazionale.
Viene candidata poi alle elezioni europee del 2014 per la lista L'Altra Europa con Tsipras nella circoscrizione Italia nord-occidentale (che raccoglie i collegi di Piemonte, Valle d'Aosta, Lombardia e Liguria), ottenendo 30.863 preferenze ma non venendo eletta.

## Nella cultura
Nel 2025, viene realizzato un film Il nibbio, in cui l'attrice Sonia Bergamasco interpreta Giuliana Sgrena.

## Opere

### Autrice
- Kahina contro i califfi. Islamismo e democrazia in Algeria, Roma, Datanews, 1997, ISBN 88-7981-013-8.
- Alla scuola dei taleban, Roma, Manifestolibri, 2002, ISBN 88-7285-266-8.
- Il fronte Iraq. Diario di una guerra permanente, Roma, Manifestolibri, 2004, ISBN 88-7285-331-1.
- Fuoco amico, Milano, Feltrinelli, 2005, ISBN 88-07-17112-0.
- Il prezzo del velo. La guerra dell'Islam contro le donne, Milano, Feltrinelli, 2008, ISBN 88-07-17146-5.
- Il ritorno. Dentro il nuovo Iraq, Milano, Feltrinelli, 2010, ISBN 88-07-17184-8.
- Rivoluzioni violate. Primavera laica, voto islamista, Milano, il Saggiatore, 2014, ISBN 88-428-1937-9.
- Dio odia le donne, Milano, il Saggiatore, 2016, ISBN 88-428-2216-7.
- Manifesto per la verità. Donne, guerre, migranti e altre notizie manipolate, Milano, il Saggiatore, 2019, ISBN 978-88-428-2607-1.
- Donne ingannate. Il velo come religione, identità e libertà, Milano, il Saggiatore, 2022, ISBN 978-88-428-3114-3.
- Me la sono andata a cercare. Diari di una reporter di guerra, Roma-Bari, Laterza, 2025, ISBN 978-88-581-5803-6.

### Curatrice
- Giuliana Sgrena et al. (a cura di), Introduzione allo studio del pensiero di Mao. Breve corso della Commissione culturale del Movimento lavoratori per il socialismo, Milano, Edizioni di cultura popolare, 1977.
- Giuliana Sgrena (a cura di), La schiavitù del velo. Voci di donne contro l'integralismo islamico, Roma, Manifestolibri, 1995; 1999, ISBN 88-7285-177-7.

## Premi e riconoscimenti
Premio giornalistico Archivio Disarmo "Colombe d'Oro per la Pace" 2005